# Atletica leggera ai Giochi della XXXIII Olimpiade - 110 metri ostacoli
Ai Giochi della XXXIII Olimpiade la competizione dei  110 metri ostacoli maschili si è svolta nei giorni 4, 6, 7 e 8 agosto 2024 presso lo Stade de France di Parigi.

## Presenze ed assenze dei campioni in carica
| Competizione         | Atleta            | Prestazione | Parigi 2024 |
| -------------------- | ----------------- | ----------- | ----------- |
| Olimpiadi 2020       | Hansle Parchment  | 13"04       | Presente    |
| Africani 2022        | Amine Bouanani    | 13”26       | Presente    |
| Commonwealth 2022    | Rasheed Broadbell | 13”08       | Presente    |
| Asiatici 2023        | Jyothi Yarraji    | 13”09       | Assente     |
| Panamericani 2023    | Eduardo de Deus   | 13”67       | Presente    |
| Mondiali 2023        | Grant Holloway    | 12"96       | Presente    |
| Europei 2024         | Lorenzo Simonelli | 13"05       | Presente    |
|                      |                   |             |             |
| Mondiali junior 2022 | Antonie Andrews   | 13”23       | Presente    |

## Risultati
La competizione ha subito una modifica con l'introduzione di una fase di ripescaggio. Nel primo turno si disputano cinque batterie, con i primi tre classificati di ogni batteria (Q) ed i tre migliori tempi degli esclusi che accedono alle semifinali. Tutti gli altri vanno al turno di ripescaggio (tranne coloro che non hanno finito la gara o sono stati squalificati).

Il turno di ripescaggio si compone di tre batterie. Accedono alle semifinali i primi due classificati (Q). 

Riassumendo: per fare 24 semifinalisti, 18 provengono dalle batterie e gli altri 6 dai ripescaggi.

Nelle tre semifinali, i primi due classificati di ciascuna delle tre serie e i due tempi più veloci accedono alla finale.

### Batterie

#### Batteria 1
| Pos. | Corsia | Atleta          | Nazionalità | Tempo | Note |
| ---- | ------ | --------------- | ----------- | ----- | ---- |
| 1    | 8      | Rachid Muratake | Giappone    | 13"22 | Q    |
| 2    | 9      | Enrique Llopis  | Spagna      | 13"28 | Q    |
| 3    | 4      | Eduardo de Deus | Brasile     | 13"37 | Q    |
| 4    | 6      | Manuel Mordi    | Germania    | 13"48 | Ri   |
| 5    | 7      | Raphaël Mohamed | Francia     | 13"61 | Ri   |
| 6    | 3      | John Cabang     | Filippine   | 13"66 | Ri   |
| 7    | 5      | Jakub Szymański | Polonia     | 13"75 | Ri   |
| 8    | 2      | Martín Sáenz    | Cile        | 13"83 | Ri   |

#### Batteria 2
| Pos. | Corsia | Atleta               | Nazionalità | Tempo | Note |
| ---- | ------ | -------------------- | ----------- | ----- | ---- |
| 1    | 9      | Louis François Mendy | Senegal     | 13"31 | Q    |
| 2    | 7      | Orlando Bennett      | Giamaica    | 13"35 | Q    |
| 3    | 6      | Michael Obasuyi      | Belgio      | 13"41 | Q    |
| 4    | 5      | Asier Martínez       | Spagna      | 13"47 | Ri   |
| 5    | 8      | Amine Bouanani       | Algeria     | 13"58 | Ri   |
| 6    | 2      | Enzo Diessl          | Austria     | 13"63 | Ri   |
| 7    | 4      | David Yefremov       | Kazakistan  | 13"88 | Ri   |
| 8    | 3      | Freddie Crittenden   | Stati Uniti | 18"27 | Ri   |

#### Batteria 3
| Pos. | Corsia | Atleta           | Nazionalità | Tempo | Note |
| ---- | ------ | ---------------- | ----------- | ----- | ---- |
| 1    | 7      | Xu Zhuoyi        | Cina        | 13.40 | Q    |
| 2    | 6      | Antoine Andrews  | Bahamas     | 13"43 | Q    |
| 3    | 3      | Daniel Roberts   | Stati Uniti | 13"43 | Q    |
| 4    | 2      | Milan Trajkovic  | Cipro       | 13"43 | q    |
| 5    | 8      | Hansle Parchment | Giamaica    | 13"43 | q    |
| 6    | 4      | Rafael Pereira   | Brasile     | 13"47 | Ri,  |
| 7    | 5      | Craig Thorne     | Canada      | 13"60 | Ri   |
| 8    | 9      | Krzysztof Kiljan | Polonia     | 13"67 | Ri   |

#### Batteria 4
| Pos. | Corsia | Atleta            | Nazionalità   | Tempo        | Note |
| ---- | ------ | ----------------- | ------------- | ------------ | ---- |
| 1    | 6      | Jason Joseph      | Svizzera      | 13"26        | Q    |
| 2    | 7      | Lorenzo Simonelli | Italia        | 13"27 (.263) | Q    |
| 3    | 9      | Shunsuke Izumiya  | Giappone      | 13"27 (.270) | Q    |
| 4    | 5      | Tade Ojora        | Gran Bretagna | 13"35        | q    |
| 5    | 8      | Wilhem Belocian   | Francia       | 13"48        | Ri,  |
| 6    | 2      | Liu Junxi         | Cina          | 13"54        | Ri   |
| 7    | 3      | Elie Bacari       | Belgio        | 13"66        | Ri   |
| 8    | 4      | Damian Czykier    | Polonia       | 13"99        | Ri   |

#### Batteria 5
| Pos. | Corsia | Atleta            | Nazionalità | Tempo | Note |
| ---- | ------ | ----------------- | ----------- | ----- | ---- |
| 1    | 6      | Grant Holloway    | Stati Uniti | 13"01 | Q    |
| 2    | 8      | Rasheed Broadbell | Giamaica    | 13"42 | Q    |
| 3    | 9      | Sasha Zhoya       | Francia     | 13"43 | Q    |
| 4    | 5      | Shunya Takayama   | Giappone    | 13"46 | Ri   |
| 5    | 2      | Tayleb Willis     | Australia   | 13"63 | Ri   |
| 6    | 3      | Qin Weibo         | Cina        | 13"64 | Ri   |
| 7    | 4      | Elmo Lakka        | Finlandia   | 13"84 | Ri   |
|      | 7      | Yaqoub Al-Youha   | Kuwait      | Rit.  |      |

### Ripescaggi
I primi due atleti di ogni batteria di ripescaggio (Q) accedono alle semifinali.

#### Ripescaggio 1
| Pos. | Corsia | Atleta             | Nazionalità | Tempo | Note |
| ---- | ------ | ------------------ | ----------- | ----- | ---- |
| 1    | 2      | Freddie Crittenden | Stati Uniti | 13"42 | Q    |
| 2    | 5      | Asier Martínez     | Spagna      | 13"46 | Q    |
| 3    | 8      | Liu Junxi          | Cina        | 13"52 |      |
| 4    | 7      | Enzo Diessl        | Austria     | 13"56 |      |
| 5    | 4      | Craig Thorne       | Canada      | 13"62 |      |
| 6    | 6      | Krzysztof Kiljan   | Polonia     | 13"73 |      |
| 7    | 3      | Elmo Lakka         | Finlandia   | 13"75 |      |

#### Ripescaggio 2
| Pos. | Corsia | Atleta          | Nazionalità | Tempo  | Note |
| ---- | ------ | --------------- | ----------- | ------ | ---- |
| 1    | 3      | Rafael Pereira  | Brasile     | 13"54  | Q    |
| 2    | 7      | Raphaël Mohamed | Francia     | 13"54  | Q    |
| 3    | 6      | Amine Bouanani  | Algeria     | 13"54  |      |
| 4    | 5      | Manuel Mordi    | Germania    | 13"55  |      |
| 5    | 4      | Damian Czykier  | Polonia     | 13"71  |      |
|      | 2      | David Yefremov  | Kazakistan  | Squal. |      |
|      | 8      | John Cabang     | Filippine   | NP     |      |

#### Ripescaggio 3
| Pos. | Corsia | Atleta          | Nazionalità | Tempo | Note |
| ---- | ------ | --------------- | ----------- | ----- | ---- |
| 1    | 3      | Weibo Qin       | Cina        | 13"44 | Q    |
| 2    | 2      | Wilhem Belocian | Francia     | 13"45 | Q    |
| 3    | 7      | Shunya Takayama | Giappone    | 13"45 |      |
| 4    | 5      | Jakub Szymański | Polonia     | 13"63 |      |
| 5    | 6      | Tayleb Willis   | Australia   | 13"67 |      |
| 6    | 8      | Martín Sáenz    | Cile        | 13"95 |      |
| 7    | 4      | Elie Bacari     | Belgio      | 14"13 |      |

### Semifinali
I primi due di ogni batteria (Q) e i due migliori tempi tra gli esclusi (q) si qualificano alla finale.

#### Semifinale 1
| Pos. | Corsia | Atleta           | Nazionalità | Tempo | Note |
| ---- | ------ | ---------------- | ----------- | ----- | ---- |
| 1    | 6      | Grant Holloway   | Stati Uniti | 12"98 | Q    |
| 2    | 5      | Enrique Llopis   | Spagna      | 13"17 | Q    |
| 3    | 3      | Hansle Parchment | Giamaica    | 13"19 | q =  |
| 4    | 4      | Rachid Muratake  | Giappone    | 13"26 | q    |
| 5    | 8      | Michael Obasuyi  | Belgio      | 13"36 |      |
| 6    | 2      | Qin Weibo        | Cina        | 13"41 |      |
| 7    | 9      | Raphaël Mohamed  | Francia     | 13"41 |      |
| 8    | 7      | Antoine Andrews  | Bahamas     | 13"43 |      |

#### Semifinale 2
| Pos. | Corsia | Atleta               | Nazionalità   | Tempo | Note |
| ---- | ------ | -------------------- | ------------- | ----- | ---- |
| 1    | 6      | Rasheed Broadbell    | Giamaica      | 13"21 | Q    |
| 2    | 2      | Freddie Crittenden   | Stati Uniti   | 13"23 | Q    |
| 3    | 4      | Louis François Mendy | Senegal       | 13"34 |      |
| 4    | 8      | Sasha Zhoya          | Francia       | 13"34 |      |
| 5    | 7      | Lorenzo Simonelli    | Italia        | 13"40 |      |
| 6    | 5      | Jason Joseph         | Svizzera      | 13"44 |      |
| 7    | 3      | Tade Ojora           | Gran Bretagna | 13"47 |      |
| 8    | 9      | Rafael Pereira       | Brasile       | 13"87 |      |

#### Semifinale 3
| Pos. | Corsia | Atleta           | Nazionalità | Tempo | Note                                     |
| ---- | ------ | ---------------- | ----------- | ----- | ---------------------------------------- |
| 1    | 7      | Orlando Bennett  | Giamaica    | 13"09 | Q                                        |
| 2    | 3      | Daniel Roberts   | Stati Uniti | 13"10 | Q                                        |
| 3    | 5      | Shunsuke Izumiya | Giappone    | 13"32 |                                          |
| 3    | 3      | Milan Trajkovic  | Cipro       | 13"32 | Miglior prestazione personale stagionale |
| 5    | 2      | Asier Martínez   | Spagna      | 13"35 |                                          |
| 6    | 6      | Eduardo de Deus  | Brasile     | 13"43 |                                          |
| 7    | 4      | Xu Zhuoyi        | Cina        | 13"48 |                                          |
| 8    | 9      | Wilhem Belocian  | Francia     | 13"52 |                                          |

### Finale

Video ufficiale della Finale

| Pos.    | Corsia | Atleta             | Nazionalità | Tempo | Note                                     |
| ------- | ------ | ------------------ | ----------- | ----- | ---------------------------------------- |
| Oro     | 6      | Grant Holloway     | Stati Uniti | 12"99 |                                          |
| Argento | 4      | Daniel Roberts     | Stati Uniti | 13"09 |                                          |
| Bronzo  | 5      | Rasheed Broadbell  | Giamaica    | 13"09 | Miglior prestazione personale stagionale |
| 4       | 3      | Enrique Llopis     | Spagna      | 13"20 |                                          |
| 5       | 9      | Rachid Muratake    | Giappone    | 13"21 |                                          |
| 6       | 8      | Freddie Crittenden | Stati Uniti | 13"32 |                                          |
| 7       | 7      | Orlando Bennett    | Giamaica    | 13"34 |                                          |
| 8       | 2      | Hansle Parchment   | Giamaica    | 13"39 |                                          |